# لاجوس ديتاري
لاجوس ديتاري (بالمجرية: Détári Lajos)‏ (مواليد 24 أبريل 1963) هو لاعب كرة قدم. يلعب مع منتخب المجر لكرة القدم. سبق له أن لعب في كأس العالم لكرة القدم مع منتخب بلاده.

## روابط خارجية
- لاجوس ديتاري على موقع الاتحاد الدولي (مؤرشف)  (الإنجليزية)
- لاجوس ديتاري على موقع الاتحاد الأوربي (الإنجليزية)
- لاجوس ديتاري على موقع قاعدة بيانات كرة القدم.إي يو (الإنجليزية)
- لاجوس ديتاري على موقع ناشيونال فوتبول تيمز (الإنجليزية)
- لاجوس ديتاري على موقع عالم كرة القدم.نت (الإنجليزية)